# Amtstag
Der Amtstag ist eine unentgeltliche Dienstleistung im Rahmen der ordentlichen Gerichtsbarkeit in Österreich.

## Gegenstand
Der bei den Bezirksgerichten abgehaltene Amtstag bietet in allen Rechtssachen, in denen nicht von vornherein die Vertretung durch einen Rechtsanwalt zwingend vorgeschrieben ist, die Möglichkeit, Klagen, andere Anträge und Eingaben zu laufenden Verfahren zu gerichtlichem Protokoll zu geben. Im Zusammenhang damit sollen die dabei tätigen Mitarbeiter des Gerichts den vorsprechenden Personen die notwendigen juristischen Informationen geben und sie anleiten, rechtsrichtige Anträge zu stellen. Darüber hinaus werden an den Amtstagen auch allgemeine Rechtsauskünfte einfacher Art gegeben. Stets muss sich diese Hilfestellung seitens des Gerichts auf konkrete, zumindest beabsichtigte Rechtsstreitigkeiten beziehen, theoretische Fragen, z. B. aus Interesse am Rechtssystem, sollen nicht geklärt werden. Nicht umfasst ist die Rechtsberatung, die man nur von einem Anwalt oder Notar erlangen kann. Es ist nicht Aufgabe des Gerichts, Rechtsfreund einer Partei zu sein. Aussagen über die Wahrscheinlichkeit eines Prozesssiegs angesichts des geschilderten Sachverhalts oder die Beratung, was man nun am besten zu tun habe, darf man sich nicht erwarten.
Wer nicht am Sitz des Gerichtes wohnt oder sich ständig aufhält, bei dem er eine Klage einbringen will oder eine andere Eingabe zu einem laufenden Verfahren zu machen hat, kann sich dazu an den Amtstag des Bezirksgerichtes wenden, in dessen Sprengel er sich gerade aufhält. Dieses Gericht soll seinen Antrag protokollieren und dann an das zuständige Gericht übersenden.
Ist ein Amtstag eingerichtet, kann umgekehrt der Publikumsverkehr für nicht dringliche Angelegenheiten auf mindestens einen Tag pro Woche eingeschränkt werden. In der Regel wird der Amtstag am Dienstag von 8:00 bis 13:00 Uhr abgehalten.

## Rechtsquellen
- § 434 ZPO: (1) Die Klage, sowie alle außerhalb der mündlichen Verhandlung vorzubringenden Gesuche, Anträge und Mitteilungen können die Parteien, wenn sie nicht durch Rechtsanwälte vertreten sind, zu Protokoll anbringen.
(2) Klagen und Widersprüche gegen ein Versäumnisurteil können von einer Partei auch beim Bezirksgericht ihres Aufenthalts mündlich zu Protokoll erklärt werden; dieses Bezirksgericht hat das Protokoll dem Prozessgericht unverzüglich zu übersenden.
- § 54 Abs. 1 Geo (Geschäftsordnung für die Gerichte I. und II. Instanz):[1] Bei Bezirksgerichten können für die Entgegennahme von mündlichen Klagen, Anträgen und Erklärungen in Streit- und außerstreitigen Sachen sowie in Privatanklagesachen bestimmte Tage und Stunden, und zwar wöchentlich mindestens ein Tag, mit der Wirkung angesetzt werden, dass zu anderen Zeiten alles nicht dringliche Anbringen dieser Art wegen unaufschiebbarer amtlicher Geschäfte auf diesen Tag verwiesen werden kann (Amtstag).